# Všechlapy (Zabrušany)
Všechlapy (deutsch Wschechlab) ist ein Ortsteil der tschechischen Gemeinde Zabrušany im Okres Teplice. Er liegt einen halben Kilometer nordöstlich von Zabrušany im Nordböhmischen Becken.

## Geographie
Všechlapy befindet sich linksseitig des Bouřlivec (Katzbach) am Stausee Všechlapy. Nordöstlich erhebt sich der Ve chvojkách (Wachholderberg, 383 m).
Nachbarorte sind Hudcov und Řetenice im Norden, Štěrbina, Straky und Kladruby im Nordosten, Pytlíkov und Tuchlov im Osten, Pňovičky, Křemýž, Ohníč, Úpoř und Hostomice im Südosten, Chotějovice und Želénky im Süden, Zabrušany im Südwesten, Duchcov und Křínec im Westen sowie Lahošť, Jeníkov und Oldřichov im Nordwesten.

## Geschichte
Die erste schriftliche Erwähnung des Dorfes erfolgte im Jahre 1238 als Sitz des Vladiken Ctibor von Všechlapy. Zu den nachfolgenden Besitzern gehörte u. a. Niklas von Všechlapy, der 1406 auch das benachbarte Gut Zabrušany erwarb und im selben Jahre verstarb. Er hinterließ sechs Töchter, darunter die Äbtissin des Teplitzer Benediktinerinnenklosters „ad aquas calidas“ (bei den warmen Wassern) Margarethe von Všechlapy. Das Geschlecht, das sich später Zabrušanský von Všechlapy nannte, hielt beide Güter bis zum Ende des 16. Jahrhunderts. Im Jahre 1592 erwarben die Herren von Lobkowicz das Gut und schlugen es ihrer Herrschaft Dux zu. Die letzte Erwähnung der Feste Všechlapy erfolgte im Jahre 1638. 1642 erbten die Grafen von Waldstein den Besitz. 1680 erhob Johann Friedrich von Waldstein die Herrschaften Dux und Oberleutensdorf zum Familienfideikommiss. Im 18. Jahrhundert bestand das Dorf aus 13 Bauernwirtschaften und einer Mühle. Während des Siebenjährigen Krieges fand 1762 nördlich die Schlacht bei Hundorf und Kradrob statt. 1787 wurden in Wschechlab 24 Häuser gezählt.
Im Jahre 1831 bestand Wschechlab / Wssechlab aus 26 Häusern mit 90 deutschsprachigen Einwohnern. Im Ort gab es einen obrigkeitlichen Meierhof, eine Schäferei, eine Wasenmeisterei und die Mahlmühle Buschmühle. Pfarrort war Sobrusan. Bis zur Mitte des 19. Jahrhunderts blieb Wschechlab der Fideikommissherrschaft Dux untertänig.
Nach der Aufhebung der Patrimonialherrschaften bildete Wschechlab / Všechlapy ab 1850 mit den Ortsteilen Straka und Sterbina eine Gemeinde im Leitmeritzer Kreis und Gerichtsbezirk Dux. Ab 1868 gehörte das Dorf zum Bezirk Teplitz. Im Jahre 1869 erfolgte die Eingemeindung nach Sobrusan. Seit 1896 gehörte der Ort zum Bezirk Dux. In Folge des Münchner Abkommens wurde Wschechlab 1938 dem Deutschen Reich zugeschlagen und gehörte bis 1945 zum Landkreis Dux. Nach dem Ende des Zweiten Weltkrieges kam der Ort zur Tschechoslowakei zurück und die deutschböhmische Bevölkerung wurde vertrieben. Zwischen 1958 und 1961 wurde der Bouřlivec bei Všechlapy angestaut. Nach der Aufhebung des Okres Duchcov wurde Všechlapy 1961 dem Okres Teplice zugeordnet. Die ehemaligen Basaltsteinbrüche nördlich des Dorfes sind eine Fundstätte von blauem Aragonit.
Im Jahre 1991 hatte Všechlapy 286 Einwohner. Beim Zensus von 2001 lebten in den 83 Wohnhäusern des Dorfes 306 Personen. Insgesamt besteht der Ort aus 89 Häusern.
Seit 1997 führt Všechlapy ein Wappen.

## Ortsgliederung
Zum Katastralbezirk Všechlapy u Zabrušan gehören die Dörfer Štěrbina, Straky und Všechlapy.

## Sehenswürdigkeiten
- Statuengruppe Pietà aus dem Jahre 1766, sie ist als Kulturdenkmal geschützt
- Kapelle
- Stausee Všechlapy, er hat eine Wasserfläche von 33 ha und dient dem Hochwasserschutz, der Sportfischerei und wird auch zum Baden und Segeln genutzt.